# Ryan Gibbons
Ryan Gibbons (Joanesburgo, 13 de agosto de 1994) é um ciclista profissional sul-africano, membro da equipa UAE Team Emirates.

## Palmarés
- 2017
  - Tour de Langkawi, mais 1 etapa

- 2018
  - 2.º no Campeonato da África do Sul Contrarrelógio

- 2019
  - 2.º no Campeonato da África do Sul em Estrada 
  - 3.º no Campeonato Africano Contrarrelógio 
  - Jogos Panafricanos Contrarrelógio 
  - 2.º nos Jogos Panafricanos em Estrada

- 2020
  - Campeonato da África do Sul em Estrada

- 2021
  - Campeonato Africano Contrarrelógio 
  - Campeonato Africano em Estrada 
  - Campeonato da África do Sul Contrarrelógio  
  - Troféu Calvià

## Resultados em Grandes Voltas e Campeonatos do Mundo
Durante a sua carreira desportiva tem conseguido os seguintes postos nas Grandes Voltas.
| Corrida                | Corrida                | 2016 | 2017 | 2018 | 2019 | 2020  | 2021 |
| ---------------------- | ---------------------- | ---- | ---- | ---- | ---- | ----- | ---- |
|                        | Giro d'Italia          | —    | Ab.  | 84.º | 91.º | —     | —    |
|                        | Tour de France         | —    | —    | —    | —    | 121.º | —    |
|                        | Volta a Espanha        | —    | —    | 82.º | —    | —     | 36.º |
| Mundial em Estrada     | Mundial em Estrada     | Ab.  | —    | —    | —    | —     | Ab.  |
| Mundial Contrarrelógio | Mundial Contrarrelógio | —    | —    | —    | —    | —     | 19.º |

—: não participa
Ab.: abandono